# ベスト・オブ・ディオ・イヤーズ
『ベスト・オブ・ディオ・イヤーズ』（原題：Black Sabbath: The Dio Years）は、2007年に発表されたブラック・サバスのベスト・アルバム。ロニー・ジェイムス・ディオ在籍時のスタジオ・アルバム3作、ライブ・アルバム1作から選ばれた13曲と、新曲3曲から成る。

## 解説
2005年10月21日、トニー・アイオミとロニー・ジェイムス・ディオがミーティングを行い、その後ギーザー・バトラーとビル・ワードも合流してヘヴン・アンド・ヘルが結成された。しかし、最終的にワードが脱退してヴィニー・アピスが加入し、ヘヴン・アンド・ヘルはブラック・サバスの『悪魔の掟』（1981年）、『ライヴ・イーヴル』（1982年、『ディヒューマナイザー』（1992年）と同じラインナップになった。
本作に収録された新曲はヘヴン・アンド・ヘルの4人によってレコーディングされ、アイオミによれば「最初は2曲だけの予定だったが、あまりにスムーズに出来上がったから、もう1曲加えることにした」という。新曲のうち「デヴィル・クライド」は、『ビルボード』のメインストリーム・ロック・チャートで38位に達した。
ヘヴン・アンド・ヘルは、本作のリリースに先行して2007年3月11日にバンクーバー公演を行い、ワールド・ツアーを開始した。

## 収録曲
1. ネオンの騎士 "Neon Knights" – 3:52
2. レディ・イーヴル "Lady Evil" – 4:24
3. ヘヴン&ヘル "Heaven and Hell" – 6:58
4. ダイ・ヤング "Die Young" – 4:44
5. 孤独の定め "Lonely is the Word" – 5:51
6. 悪魔の掟 "The Mob Rules" – 3:15
7. ターン・アップ・ザ・ナイト "Turn Up the Night" – 3:42
8. ヴードゥーの呪い "Voodoo" – 4:34
9. 失楽園 "Falling Off the Edge of the World" – 5:04
10. アフター・オール "After All (The Dead)" – 5:42
11. TVクライム "TV Crimes" – 4:02
12. I "I" – 5:13
13. チルドレン・オブ・ザ・シー（ライヴ） "Children of the Sea (live)" – 6:14
14. デヴィル・クライド "The Devil Cried" – 6:01
15. シャドウ・オブ・ザ・ウィンド "Shadow of the Wind" – 5:40
16. イヤー・イン・ザ・ウォール "Ear in the Wall" – 4:04

- 1. - 5.：アルバム『ヘヴン&ヘル』（1980年）より。
- 6. - 9.：アルバム『悪魔の掟』（1981年）より。
- 10. - 12.：アルバム『ディヒューマナイザー』（1992年）より。
- 13.：アルバム『ライヴ・イーヴル』（1982年）より。
- 14. - 16.：新曲。

## 参加ミュージシャン
- トニー・アイオミ - ギター
- ロニー・ジェイムス・ディオ - ボーカル
- ギーザー・バトラー - ベース
- ビル・ワード - ドラムス(#1 - #5)
- ヴィニー・アピス - ドラムス(#6 - #16)

アディショナル・ミュージシャン
- ジェフ・ニコルス - キーボード(#1 - #13)